# 大槻町 (郡山市)
大槻町（おおつきまち）は、福島県郡山市の大字である。郵便番号は963-0201。

## 地理
郡山市中西部の大槻町に属する。概ね町村制施行以前の安積郡大槻村の流れをくむ地域であり、後に土地区画整理事業を行い分離新設された地区を除く広大な面積ほぼ全域を範囲とする。北で片平町、富田町、希望ヶ丘、北東角で富田町上亀田、北東で亀田、亀田西、東側で郡山西部第一、中谷地、御前南等の各土地区画事業にて分離新設された各町丁（柏山町、土瓜、堤、中野、静西、御前南）や、静町、台新、開成、南東側で桑野清水台、五百渕西、五百渕山、菜根屋敷、山崎、久留米、南で安積町荒井、安積町成田、三穂田町川田、三穂田町駒屋、南西で三穂田町大谷、西で逢瀬町多田野、北西で逢瀬町河内とそれぞれ隣接する。また、土地区画整理事業により分離新設された区域の中に飛び地（北ノ林）が存在する。郡山市街地西側に隣接する地区として国道4号あさか野バイパス開通に前後し市街化が進み、特に国道西側の新さくら通りや静御前通り沿線では土地区画整理事業が行われ各町丁へ分離新設された。西側は水田が広がり、県道などの道路沿いを中心に民家が点在する。北西部には球技場や体育館などを擁する大槻公園が開設された。大槻町に所在する郡山警察署大槻交番、久留米に所在する久留米交番、開成に所在する開成山交番、および大槻町に所在する郡山消防署針生救急署、大槻基幹分署がそれぞれ管轄にあたる。

### 主な字
大槻地区
- 小峯
- 下新町
- 新町
- 中新町
- 西勝ノ木
- 長泥
- 中柵
- 上柵
- 八頭
- 鷺田
- 沢田
- 三角田
- 寺西
- 町裏
- 城ノ内
- 上町
- 桜木
- 上前田
- 下前田
- 人形坦
- 下衛門田
- 衛門田
- 中前田
- 下町
- 人形坦東
- 下町裏
- 下町東
- 三合畑
- 仙海東
- 上中谷地
- 熊野木
- 川廻
- 殿町
- 北寺
- 原ノ町

- 北田
- 二本木
- 宮ノ前
- 春日
- 御花畑
- 新池下
- 西宮前
- 葉山下
- 西ノ宮
- 久助林
- 反田
- 普門寺坦北
- 普門寺坦
- 西ノ宮西
- 北ノ山
- 石行坦
- 切通
- 南反田
- 影反田
- 中反田
- 下反田
- 中ノ平
- 西ノ山
- 中ノ平東
- 中ノ平南
- 横山
- 早稲田
- 北洞
- 福楽沢北
- 福楽沢前
- 福楽沢
- 古屋敷
- 蝦夷坦
- 土瓜
- 前畑

- 金畑
- 大坪
- 川向
- 六角
- 六角北
- 小金林
- 小割林
- 上篠林
- 下篠林
- 小山田
- 小山田前
- 小山田表
- 菅田
- 広町
- 小山田西
- 堤西
- 半縄田
- 北八耕地
- 南八耕地
- 山下
- 愛宕西
- 愛宕北
- 愛宕
- 愛宕東
- 山下西
- 原畑
- 万耕地
- 山下前
- 胡桃沢北
- 胡桃沢
- 胡桃沢東
- 美女池上
- 美女池北
- 胡桃沢西
- 坦ノ腰

- 被沼
- 北台
- 下大谷
- 南台
- 下大谷北
- 谷地台
- 下大谷東
- 山王西
- 新林
- 上ノ山
- 向山西
- 稲荷山
- 大橋向山
- 下大橋
- 大橋
- 向大橋
- 下大谷地
- 松井東
- 新屋敷
- 的場
- 滑河内
- 松井
- 矢地内西
- 矢地内
- 中島
- 松井西林
- 隠居免
- 上ノ林
- 矢地内西林
- 漆棒
- 瀬戸
- 南下大谷
- 南原
- 南原東
- 中野

- 北中野
- 北中野下
- 下中野
- 大六田
- 中谷地
- 上西田
- 太田
- 太田北
- 肩張
- 太田東
- 向原
- 北ノ林
- 東台
- 西台
- 清水内前
- 清水内
- 日向
- 室ノ木
- 室ノ木北
- 原田
- 原田西
- 室ノ木前
- 麦塚
- 室ノ木東
- 西荒久
- 原田前
- 原田北
- 花輪
- 東阿良久
- 原田際
- 花輪前
- 弥蔵田
- 南地蔵谷地
- 西膳棚
- 太田西

旧郡山地区
- 長右エ門林南
- 長右エ門林
- 池上西
- 柏山
- 針生西
- 針生向
- 針生

- 針生前田
- 針生下
- 下西田
- 林ノ北
- 八坦
- 天正坦
- 林ノ前

- 林ノ東
- 笹ノ台
- 土手
- 仁池向
- 御十日
- 愛宕台
- 水門東

- 東竹ヶ原
- 御前東
- 原田東
- 針生北
- 弥八池南
- 張股
- 荒久

- 三ッ坦
- 弥八池北
- 針生金畑
- 堀切西
- 牛道

### 河川・湖沼
一級水系阿武隈川水系
- 大槻川(逢瀬川支流）
  - 横山川
- 亀田川(逢瀬川支流）
  - 福楽沢川
- 南川
  - 針生川
- 長山川（笹原川支流）
- 南川放水路（笹原川支流）
  - 胡桃沢川
    - 大橋川

## 歴史
- 1879年1月27日 - 旧二本松藩領大槻村が福島県内における郡区町村制の施行により安積郡の村となる。
- 1889年4月1日 - 町村制の施行により大槻村が単独村政施行し、安積郡大槻村が発足する。
- 1940年4月1日 - 大槻村が町制施行し大槻町となる。
- 1955年3月31日 - 大槻町が郡山市へ編入され、旧大槻町域は郡山市の大字となる。

## 世帯数と人口
2024年1月1日現在の世帯数と人口は以下の通りである。
| 大字   | 世帯数     | 人口     |
| ------ | ---------- | -------- |
| 大槻町 | 13,892世帯 | 30,728人 |

## 小・中学校の学区
市立小・中学校に通う場合、学区は以下の通りとなる。
| 番地 | 小学校                 | 中学校                 |
| --- | ---------------------- | ---------------------- |
| 下記を除く全域 | 郡山市立大槻小学校     | 郡山市立大槻中学校     |
| 川廻の一部、大六田、仙海東の一部、 南反田の一部、二本木の一部、反田の一部、 下反田、中反田、影反田、長右エ門林南、 普門寺坦北、普門寺坦、三合畑の一部、 西宮前の一部                                                                                                 | 郡山市立大成小学校     | 郡山市立大槻中学校     |
| 人形坦の一部、下衛門田、衛門田、中前田、 人形坦東、石行坦の一部、切通の一部、 清水内前、弥蔵田、北地蔵谷地、西膳棚 | 郡山市立朝日が丘小学校 | 郡山市立大槻中学校     |
| 早稲田の一部、古屋敷、蝦夷坦、土瓜、金畑、 大坪、川向、六角、六角北、小山田、小山田西、 前畑、木葉山、小金林、中ノ平の一部 | 郡山市立小山田小学校   | 郡山市立大槻中学校     |
| 笹ノ台、林ノ北、御十日、林ノ東、針生前田、 林ノ前、八ツ坦、水門東、土手、愛宕台、 下西田、上西田、針生西、張股、弥八池北、 針生北、天正坦、針生、弥八池南、 針生下の一部                                                                                             | 郡山市立開成小学校     | 郡山市立郡山第一中学校 |
| 牛道、堀切西の一部、針生下の一部、 | 郡山市立桜小学校       | 郡山市立郡山第一中学校 |
| 堀切西の一部、針生向、針生金畑 | 郡山市立柴宮小学校     | 郡山市立郡山第一中学校 |
| 堤下、堤、池上、池上西、北竹ケ原、東竹ケ原 | 郡山市立大成小学校     | 郡山市立郡山第一中学校 |
| 荒久、三ツ坦 | 郡山市立朝日が丘小学校 | 郡山市立郡山第一中学校 |
| 半縄田、菅田の一部、広町の一部、 小山田前の一部、小割林、上篠林、下篠林 | 郡山市立小山田小学校   | 郡山市立郡山第六中学校 |
| 仁池向、原田、原田東 | 郡山市立柴宮小学校     | 郡山市立郡山第七中学校 |
| 北中野、北中野下、中野、北ノ林、中谷地、 下中野、堤西、北八耕地、南八耕地 | 郡山市立大成小学校     | 郡山市立郡山第七中学校 |
| 太田、太田北、肩張、太田東、向原、東台、 西台、清水内、清水内向、石河原、東膳棚、 御前東、花輪、花輪前、東阿良久、日向、 日向前、室ノ木、室ノ木北、室ノ木前、 室ノ木東、西荒久、原田西、原田前、原田際、 原田東の一部、原田の一部、原田北、 麦塚、南地蔵谷地、太田西 | 郡山市立朝日が丘小学校 | 郡山市立郡山第七中学校 |

## 交通

### 道路
- 東北自動車道
  - 郡山中央スマートインターチェンジ（下り線）
- 国道4号あさか野バイパス
- 福島県道6号郡山湖南線
- 福島県道55号郡山矢吹線
- 福島県道142号河内郡山線（北端をかすめる）
- 福島県道143号仁井田郡山線
- 福島県道295号芦ノ口大槻線
- 一級市道30号荒井八山田線（内環状線）
- 一級市道31号大町大槻線（静御前通り）
- 一級市道33号桑野大槻線（新さくら通り）
- 一級市道69号静町大徳南線（コスモス通り）
- 一級市道72号三穂田熱海線（郡山西部広域農道）
- 一級市道76号牛庭大槻線（コスモス通り）

## 施設等
- 陸上自衛隊 郡山駐屯地
- 福島県警察 郡山運転免許センター
- 郡山市 大槻行政センター
- 郡山市総合地方卸売市場
- 福島県立郡山高等学校
- 尚志高等学校
- 福島県立聴覚支援学校
- 郡山市立大槻中学校
- 郡山ザベリオ学園中学校・小学校・幼稚園
- 郡山市立大槻小学校
- 郡山市立小山田小学校
- 大槻中央幼稚園
- 学校法人小野寺学園小山田幼稚園
- 大槻公園
  - 郡山市青少年会館
  - 郡山市立西部体育館
  - 仙台大学サッカーフィールド郡山
  - 郡山相撲場
- ヨークベニマル 郡山センター
- ヨークタウン大槻
  - ヨークベニマル 大槻店
- ヨークベニマル 希望ヶ丘店
- ビバホーム 大槻店
- 県営柴宮団地